# Luciogobius
Luciogobius es un género de peces de la familia Gobiidae y de la orden de los Perciformes.

## Especies
- Luciogobius adapel
- Luciogobius albus
- Luciogobius ama
- Luciogobius brevipterus
- Luciogobius dormitoris
- Luciogobius elongatus
- Luciogobius grandis
- Luciogobius guttatus
- Luciogobius koma
- Luciogobius martellii
- Luciogobius opisthoproctus[1]
- Luciogobius pallidus
- Luciogobius parvulus
- Luciogobius platycephalus
- Luciogobius saikaiensis